# Castillo de Azuaga
El castillo de Azuaga o castillo de Miramontes es una fortaleza del siglo XIV. Situado en el término municipal español de Azuaga, provincia de Badajoz, Extremadura.

## Historia

### Historia antigua
El asentamiento humano en esta zona viene de hace miles de años. En las cercanías de la localidad de La Cardenchosa se encontraron restos funerarios de tipo megalítico pertenecientes a la prehistoria como menhires y dólmenes de carácter funerario. También se encontraron restos de cerámica como platos, etc. y microlitos que pertenecen al tercer milenio a. C..
En el Museo Arqueológico Provincial de Badajoz hay depositados ajuares procedentes de yacimientos de esta zona que datan de unos 2000 años a. C., de la Edad de los Metales.
Son muy escasos los restos que se conservan pero sin embargo hay datos de la importancia que tenía ya desde la Edad Media, sobre todo por su ubicación, en el importante camino que unía Córdoba con Mérida. El historiador árabe Abū Abd Allāh Muhammad al-Idrīsī, cartógrafo, geógrafo y viajero ceutí del siglo XII, más conocido como «Al-Idrisi», citaba esta edificación fortificada cuando todavía estaba bajo la dominación musulmana e indicaba que estaba construida con muros de tierra levantados a base de encofrados de madera sucesivos según se iban solidificando las tongadas inferiores.

## Finales de la Edad Media
Sin embargo no queda absolutamente ningún vestigio de esta fortificación ya que las cuantiosas reformas que sufrió se hicieron todas cuando ya estaba bajo la jurisdicción de la Orden de Santiago. A pesar de ello no consiguieron levantar y mantener el castillo en un estado aceptable ya que, según la profesora Ruiz Mateos, no se había llevado a cabo ninguna obra durante casi todo el siglo XV y en 1494 estaban las torres desmochadas y el almenaje caído. Solo se conservan de esta época dos torres cilíndricas, una con casi toda su altura pero sin la parte que la unía al cuerpo principal, y la otra solo emergen unos cuatro o cinco metros sobre el terreno. La planta primitiva era poligonal, alargado, con las dos torres citadas unidas por un lienzo transversal que dividía en dos al recinto. FALTA:C.D.E